# Xerosicyos decaryi
Xerosicyos decaryi är en gurkväxtart som beskrevs av Guillaum. och Keraudr. Xerosicyos decaryi ingår i släktet Xerosicyos och familjen gurkväxter. Inga underarter finns listade i Catalogue of Life.